# Liste der Mitglieder des Landtages von Sachsen-Anhalt (7. Wahlperiode)
Diese Liste gibt einen Überblick über alle Mitglieder des Landtages von Sachsen-Anhalt in der 7. Wahlperiode (2016 bis 2021).
Der 7. Landtag wurde am 13. März 2016 gewählt. Die konstituierende Sitzung fand am 12. April 2016 statt.

## Präsidium
- Präsident:
  - Hardy Güssau (CDU), zurückgetreten am 21. August 2016
  - Gabriele Brakebusch (CDU), seit 1. September 2016
- Vizepräsidenten:
  - Daniel Rausch (AfD), zurückgetreten am 2. Juni 2016
  - Willi Mittelstädt (AfD), seit 30. September 2016
  - Wulf Gallert (Die Linke)

## Zusammensetzung
Bei der Landtagswahl am 13. März 2016 gab es nachfolgendes Ergebnis. Durch Änderungen in der Fraktionszugehörigkeit weicht die heutige Zusammensetzung vom ursprünglichen Ergebnis ab:
| Partei                | Prozent | Sitzverteilung | aktuelle Sitzverteilung |
| --------------------- | ------- | -------------- | ----------------------- |
| CDU                   | 29,8 %  | 30             | 30                      |
| AfD                   | 24,3 %  | 25             | 21                      |
| Die LINKE             | 16,3 %  | 16             | 16                      |
| SPD                   | 10,6 %  | 11             | 11                      |
| Bündnis 90/Die Grünen | 05,2 %  | 05             | 05                      |
| fraktionslos          | –       | 0              | 04                      |
| Summe                 |         | 87             | 87                      |

## Fraktionsvorstände
| Fraktion              | Vorsitzende                                                                                              | Stellvertretende Vorsitzende | Parlamentarische Geschäftsführer                                 |
| --------------------- | --- | --- | ---------------------------------------------------------------- |
| CDU                   | Siegfried Borgwardt                                                                                      | Ulrich Thomas Gabriele Brakebusch (bis September 2016) Eva Feußner (von September 2016 bis Februar 2018) Lars-Jörn Zimmer (seit Februar 2018)                                                                                    | Markus Kurze                                                     |
| AfD                   | André Poggenburg (bis März 2018) Oliver Kirchner (seit März 2018)                                        | Sarah Sauermann (bis November 2016) Tobias Rausch Matthias Lieschke (bis November 2016) Oliver Kirchner (bis März 2018) Matthias Büttner (bis November 2016) Ulrich Siegmund (seit März 2018) Mario Lehmann (seit November 2016) | Daniel Roi (bis November 2016) Robert Farle (seit November 2016) |
| Die Linke             | Swen Knöchel (bis Oktober 2017) Thomas Lippmann (seit November 2017) Eva von Angern (seit Dezember 2020) | Birke Bull-Bischoff (bis November 2017) Kerstin Eisenreich (seit November 2017) Henriette Quade (seit November 2017) Eva von Angern (bis Dezember 2020)                                                                          | Stefan Gebhardt                                                  |
| SPD                   | Katja Pähle                                                                                              | Silke Schindler Andreas Steppuhn | Rüdiger Erben                                                    |
| Bündnis 90/Die Grünen | Cornelia Lüddemann                                                                                       | Dorothea Frederking (bis April 2018) seither vakant | Sebastian Striegel                                               |

## Abgeordnete
| Foto | Mitglied des Landtages    | geb. | Fraktion     | Landtagswahlkreis            | Erststimmen in % | Bemerkungen |
| ---- | ------------------------- | ---- | ------------ | ---------------------------- | ---------------- | --- |
|      | Wolfgang Aldag            | 1968 | GRÜNE        | Landesliste                  |                  | am 4. Mai 2016 nachgerückt für Claudia Dalbert |
|      | Eva von Angern            | 1976 | LINKE        | Landesliste                  |                  | |
|      | Gottfried Backhaus        | 1958 | fraktionslos | 40 Querfurt                  | 33,1             | am 2. Juni 2017 aus der AfD-Fraktion und am 17. Oktober 2017 aus der AfD ausgetreten, im Januar 2018 Eintritt in die blaue Partei, seit deren Auflösung am 31. Dezember 2019 parteilos                        |
|      | Katja Bahlmann            | 1976 | Linke        | Landesliste                  |                  | am 2. November 2017 nachgerückt für Matthias Höhn |
|      | Jürgen Barth              | 1955 | SPD          | Landesliste                  |                  | |
|      | Frank Bommersbach         | 1963 | CDU          | Landesliste                  |                  | am 21. Februar 2018 nachgerückt für Eva Feußner |
|      | Bernhard Bönisch          | 1953 | CDU          | 37 Halle III                 | 24,6             | |
|      | Carsten Borchert          | 1962 | CDU          | 01 Salzwedel                 | 33,6             | |
|      | Siegfried Borgwardt       | 1957 | CDU          | 25 Jessen                    | 29,0             | |
|      | Gabriele Brakebusch       | 1954 | CDU          | 09 Oschersleben              | 30,0             | Landtagspräsidentin (ab September 2016) |
|      | Christina Buchheim        | 1970 | LINKE        | 22 Köthen                    | 26,5             | |
|      | Matthias Büttner          | 1983 | AfD          | 17 Staßfurt                  | 32,1             | |
|      | Bernhard Daldrup          | 1961 | CDU          | 15 Blankenburg               | 42,4             | |
|      | Jens Diederichs           | 1963 | fraktionslos | 32 Eisleben                  | 31,5             | am 6. Juni 2017 aus der AfD-Fraktion und der Partei ausgetreten, am 13. Juni 2017 in die CDU-Fraktion aufgenommen, am 2. Januar 2020 aus der CDU-Fraktion ausgetreten und der Partei Freie Wähler beigetreten |
|      | Kerstin Eisenreich        | 1969 | LINKE        | Landesliste                  |                  | |
|      | Rüdiger Erben             | 1967 | SPD          | Landesliste                  |                  | |
|      | Robert Farle              | 1950 | AfD          | 33 Saalekreis                | 30,1             | |
|      | Dorothea Frederking       | 1964 | GRÜNE        | Landesliste                  |                  | |
|      | Lydia Funke               | 1982 | AfD          | Landesliste                  |                  | |
|      | Wulf Gallert              | 1963 | LINKE        | Landesliste                  |                  | Landtagsvizepräsident |
|      | Stefan Gebhardt           | 1974 | LINKE        | Landesliste                  |                  | |
|      | Andreas Gehlmann          | 1974 | AfD          | 31 Sangerhausen              | 30,3             | |
|      | Angela Gorr               | 1957 | CDU          | 16 Wernigerode               | 39,9             | |
|      | Falko Grube               | 1977 | SPD          | Landesliste                  |                  | am 18. Mai 2016 nachgerückt für Jörg Felgner |
|      | Detlef Gürth              | 1962 | CDU          | 18 Aschersleben              | 28,9             | |
|      | Hardy Güssau              | 1962 | CDU          | 04 Stendal                   | 32,4             | Landtagspräsident (bis August 2016) |
|      | Uwe Harms                 | 1963 | CDU          | 02 Gardelegen-Klötze         | 30,5             | |
|      | Reiner Haseloff           | 1954 | CDU          | 27 Dessau-Roßlau-Wittenberg  | 32,9             | |
|      | Kristin Heiß              | 1983 | LINKE        | Landesliste                  |                  | |
|      | Guido Henke               | 1964 | Linke        | Landesliste                  |                  | am 6. November 2017 nachgerückt für Birke Bull-Bischoff |
|      | Guido Heuer               | 1966 | CDU          | 20 Wanzleben                 | 38,0             | |
|      | Doreen Hildebrandt        | 1973 | LINKE        | Landesliste                  |                  | |
|      | Monika Hohmann            | 1959 | LINKE        | Landesliste                  |                  | |
|      | Andreas Höppner           | 1968 | LINKE        | Landesliste                  |                  | |
|      | Thomas Höse               | 1967 | AfD          | Landesliste                  |                  | |
|      | Holger Hövelmann          | 1967 | SPD          | Landesliste                  |                  | |
|      | Eduard Jantos             | 1953 | CDU          | Landesliste                  |                  | am 28. Juni 2018 nachgerückt für Ralf Geisthardt |
|      | Thomas Keindorf           | 1958 | CDU          | 38 Halle IV                  | 29,5             | |
|      | Oliver Kirchner           | 1966 | AfD          | 10 Magdeburg I               | 23,8             | |
|      | Swen Knöchel              | 1973 | LINKE        | Landesliste                  |                  | |
|      | Hagen Kohl                | 1969 | AfD          | Landesliste                  |                  | |
|      | Angela Kolb-Janssen       | 1963 | SPD          | Landesliste                  |                  | |
|      | Jens Kolze                | 1967 | CDU          | Landesliste                  |                  | am 1. Juni 2016 nachgerückt für Gunnar Schellenberger |
|      | Dietmar Krause            | 1960 | CDU          | 23 Zerbst                    | 29,3             | |
|      | Tobias Krull              | 1977 | CDU          | 11 Magdeburg II              | 26,9             | |
|      | Markus Kurze              | 1970 | CDU          | 06 Burg                      | 28,8             | |
|      | Hendrik Lange             | 1977 | LINKE        | Landesliste                  |                  | |
|      | Mario Lehmann             | 1970 | AfD          | Landesliste                  |                  | |
|      | Harry Lienau              | 1955 | CDU          | Landesliste                  |                  | am 1. August 2019 nachgerückt für Florian Philipp |
|      | Matthias Lieschke         | 1970 | AfD          | Landesliste                  |                  | |
|      | Thomas Lippmann           | 1961 | LINKE        | Landesliste                  |                  | |
|      | Hannes Loth               | 1981 | AfD          | Landesliste                  |                  | |
|      | Cornelia Lüddemann        | 1968 | GRÜNE        | Landesliste                  |                  | |
|      | Olaf Meister              | 1971 | GRÜNE        | Landesliste                  |                  | |
|      | Willi Mittelstädt         | 1947 | AfD          | 39 Merseburg                 | 32,3             | Landtagsvizepräsident (ab September 2016) |
|      | Ronald Mormann            | 1966 | SPD          | Landesliste                  |                  | am 3. November 2017 nachgerückt für Katrin Budde |
|      | Volker Olenicak           | 1966 | AfD          | 29 Bitterfeld                | 33,4             | |
|      | Katja Pähle               | 1977 | SPD          | Landesliste                  |                  | |
|      | André Poggenburg          | 1975 | fraktionslos | 41 Zeitz                     | 31,6             | am 10. Januar 2019 aus der AfD und am 22. Januar 2019 aus der AfD-Fraktion ausgetreten, von Januar bis August 2019 ADPM-Mitglied                                                                              |
|      | Henriette Quade           | 1984 | LINKE        | Landesliste                  |                  | |
|      | Detlef Radke              | 1956 | CDU          | 05 Genthin                   | 30,5             | |
|      | Alexander Raue            | 1973 | AfD          | 35 Halle I                   | 31,1             | |
|      | Daniel Rausch             | 1963 | AfD          | Landesliste                  |                  | Landtagsvizepräsident (bis Juni 2016) |
|      | Tobias Rausch             | 1990 | AfD          | Landesliste                  |                  | |
|      | Daniel Roi                | 1987 | AfD          | 28 Wolfen                    | 31,0             | |
|      | Sarah Sauermann           | 1988 | fraktionslos | 21 Bernburg                  | 30,8             | am 28. Mai 2017 aus der AfD-Fraktion ausgetreten |
|      | Andreas Schachtschneider  | 1961 | CDU          | Landesliste                  |                  | am 11. Januar 2021 nachgerückt für Daniel Szarata |
|      | Frank Scheurell           | 1962 | CDU          | 24 Wittenberg                | 33,6             | |
|      | Silke Schindler           | 1962 | SPD          | Landesliste                  |                  | |
|      | Andreas Schmidt           | 1970 | SPD          | Landesliste                  |                  | |
|      | Jan Wenzel Schmidt        | 1991 | AfD          | Landesliste                  |                  | |
|      | André Schröder            | 1969 | CDU          | Landesliste                  |                  | |
|      | Chris Schulenburg         | 1980 | CDU          | 03 Havelberg-Osterburg       | 40,1             | |
|      | Andreas Schumann          | 1964 | CDU          | 13 Magdeburg IV              | 27,9             | |
|      | Ulrich Siegmund           | 1990 | AfD          | Landesliste                  |                  | |
|      | Verena Späthe             | 1958 | SPD          | Landesliste                  |                  | am 15. August 2016 nachgerückt für Nadine Hampel |
|      | Marcus Spiegelberg        | 1992 | AfD          | 43 Weißenfels                | 31,8             | |
|      | Holger Stahlknecht        | 1964 | CDU          | 08 Wolmirstedt               | 37,6             | |
|      | Andreas Steppuhn          | 1962 | SPD          | Landesliste                  |                  | |
|      | Sebastian Striegel        | 1981 | GRÜNE        | Landesliste                  |                  | |
|      | Daniel Sturm              | 1977 | CDU          | 42 Naumburg                  | 31,9             | |
|      | Ulrich Thomas             | 1968 | CDU          | 30 Quedlinburg               | 34,1             | |
|      | Hans-Thomas Tillschneider | 1978 | AfD          | 34 Bad Dürrenberg-Saalekreis | 30,9             | |
|      | Marco Tullner             | 1968 | CDU          | 36 Halle II                  | 26,0             | |
|      | Daniel Wald               | 1982 | AfD          | Landesliste                  |                  | am 16. April 2018 nachgerückt für Andreas Mrosek |
|      | Lars-Jörn Zimmer          | 1970 | CDU          | Landesliste                  |                  | am 17. Mai 2016 nachgerückt für Edwina Koch-Kupfer |
|      | Dagmar Zoschke            | 1959 | LINKE        | Landesliste                  |                  | |

## Ausgeschiedene Abgeordnete
| Foto | Mitglied des Landtages | geb. | Fraktion | Landtagswahlkreis | Erststimmen in % | Bemerkungen |
| ---- | ---------------------- | ---- | -------- | ----------------- | ---------------- | --- |
|      | Katrin Budde           | 1965 | SPD      | Landesliste       |                  | Nach Wahl in den 19. Deutschen Bundestag Erklärung des Mandatsverzichts am 26. Oktober 2017, wirksam mit Ablauf des 2. November 2017, Nachrücker Ronald Mormann                      |
|      | Birke Bull-Bischoff    | 1963 | LINKE    | Landesliste       |                  | Nach Wahl in den 19. Deutschen Bundestag Erklärung des Mandatsverzichts am 25. Oktober 2017, wirksam mit Ablauf des 1. November 2017, Nachrücker Guido Henke                         |
|      | Claudia Dalbert        | 1954 | GRÜNE    | Landesliste       |                  | Nach Ernennung zur Ministerin für Umwelt, Landwirtschaft und Energie Erklärung des Mandatsverzichts am 26. April 2016, wirksam mit Ablauf des 3. Mai 2016, Nachrücker Wolfgang Aldag |
|      | Jörg Felgner           | 1972 | SPD      | Landesliste       |                  | Nach Ernennung zum Minister für Wirtschaft und Wissenschaft Erklärung des Mandatsverzichts am 10. Mai 2016, wirksam mit Ablauf des 17. Mai 2016, Nachrücker Falko Grube              |
|      | Eva Feußner            | 1963 | CDU      | Landesliste       |                  | Nach Ernennung zur Staatssekretärin für Bildung Erklärung des Mandatsverzichts am 12. Februar 2018 wirksam mit Ablauf des 19. Februar 2018, Nachrücker Frank Bommersbach             |
|      | Ralf Geisthardt        | 1954 | CDU      | 07 Haldensleben   | 33,0             | am 23. Juni 2018 verstorben, Nachrücker Eduard Jantos |
|      | Petra Grimm-Benne      | 1962 | SPD      | Landesliste       |                  | Nach Ernennung zur Ministerin für Arbeit und Soziales Erklärung des Mandatsverzichts am 10. Mai 2016, wirksam mit Ablauf des 17. Mai 2016, Nachrückerin Nadine Hampel                |
|      | Nadine Hampel          | 1975 | SPD      | Landesliste       |                  | am 18. Mai 2016 nachgerückt für Petra Grimm-Benne Erklärung des Mandatsverzichts am 4. August 2016, wirksam mit Ablauf des 11. August 2016, Nachrückerin Verena Späthe               |
|      | Matthias Höhn          | 1975 | LINKE    | Landesliste       |                  | Nach Wahl in den 19. Deutschen Bundestag Erklärung des Mandatsverzichts am 25. Oktober 2017, wirksam mit Ablauf des 1. November 2017, Nachrückerin Katja Bahlmann                    |
|      | Edwina Koch-Kupfer     | 1962 | CDU      | Landesliste       |                  | Nach Ernennung zur Staatssekretärin für Bildung Erklärung des Mandatsverzichts am 9. Mai 2016 wirksam mit Ablauf des 16. Mai 2016, Nachrücker Lars-Jörn Zimmer                       |
|      | Andreas Mrosek         | 1958 | AfD      | 26 Dessau-Roßlau  | 25,5             | am 24. September 2017 Wahl in den 19. Deutschen Bundestag; Erklärung des Mandatsverzichts am 27. März 2018, wirksam mit Ablauf des 15. April 2018, Nachrücker Daniel Wald            |
|      | Florian Philipp        | 1980 | CDU      | 12 Magdeburg III  | 30,1             | Erklärung des Mandatsverzichts nach Wechsel zum Landesrechnungshof Sachsen-Anhalt am 9. Juli 2019, wirksam mit Ablauf des 31. Juli 2019, Nachrücker Harry Lienau                     |
|      | Gunnar Schellenberger  | 1960 | CDU      | 19 Schönebeck     | 29,5             | Nach Ernennung zum Staatssekretär für Kultur Erklärung des Mandatsverzichts am 24. Mai 2016, wirksam mit Ablauf des 31. Mai 2016, Nachrücker Jens Kolze                              |
|      | Daniel Szarata         | 1982 | CDU      | 14 Halberstadt    | 35,9             | Nach Wahl zum Oberbürgermeister von Halberstadt Erklärung des Mandatsverzichts mit Ablauf des 31. Dezember 2020, Nachrücker Andreas Schachtschneider                                 |